# 복의 근원 강림하사
복의 근원 강림하사(Come Thou Fount of Every Blessing)는 목사이자 찬송가인 로버트 헨리 로빈슨이 1758년 22세의 나이로 지은 기독교 찬송이다.

## 가사
Come, Thou Fount of every blessing,

  Tune my heart to sing Thy grace;

Streams of mercy, never ceasing,

  Call for songs of loudest praise.

Teach me some melodious sonnet,

  Sung by flaming tongues above.

Praise the mount, I’m fixed upon it,

  Mount of Thy redeeming love.

Sorrowing I shall be in spirit,

  Till released from flesh and sin,

Yet from what I do inherit,

  Here Thy praises I'll begin;

Here I raise my Ebenezer;

  Here by Thy great help I’ve come;

And I hope, by Thy good pleasure,

  Safely to arrive at home.

Jesus sought me when a stranger,

  Wandering from the fold of God;

He, to rescue me from danger,

  Interposed His precious blood;

How His kindness yet pursues me

  Mortal tongue can never tell,

Clothed in flesh, till death shall loose me

  I cannot proclaim it well.

O to grace how great a debtor

  Daily I’m constrained to be!

Let Thy goodness, like a fetter,

  Bind my wandering heart to Thee.

Prone to wander, Lord, I feel it,

  Prone to leave the God I love;

Here’s my heart, O take and seal it,

  Seal it for Thy courts above.

O that day when freed from sinning,

  I shall see Thy lovely face;

Clothèd then in blood washed linen

  How I’ll sing Thy sovereign grace;

Come, my Lord, no longer tarry,

  Take my ransomed soul away;

Send thine angels now to carry

  Me to realms of endless day.

The original text of the hymn "Come Thou Fount of Every Blessing"
신성한 은혜를 주제로 한 가사는 선지자 사무엘이 돌을 세워 "여호와께서 여기까지 우리를 도우셨도다"라고 말하는 사무엘상 7장 12절에 근거한다. 사무엘이 돌에 붙인 이름을 영어로 음역하면 도움의 돌이라는 뜻의 에벤에셀이다. 특이한 단어인 에벤에셀은 찬송가의 가사(2절)에 흔히 등장한다.
찬송가에는 다양한 개정 버전이 나타나며, 종종 문구를 바꾸거나 에벤에셀에 대한 언급을 대체한다. 나사렛 찬송가와 성결 운동의 버전은 "방황"을 "굴복"으로, "방황하기 쉬운"을 "당신의 충만 함을 알게 하소서"로 대체한다. 템플 스퀘어의 태버내클 합창단을 포함한 많은 합창단이 맥 윌버그의 편곡으로 이 노래를 부른다. 2절을 두 부분으로 나누고, 3절의 마지막 절반을 각 부분에 덧붙여 두 절을 구성한다. "O Thou Fount of Every Blessing"이라는 제목의 로버트 로빈슨(Robert Robinson)이 쓴 버전은 미국 남부의 여러 모양 음표 찬송가에서 발견된다. 멜로디는 A. 네틀턴(A. Nettleton)의 작품으로, 여러 문구가 변경되었다.

### 한국어 가사
복의 근원 강림하사 찬송하게 하소서
한량없이 자비하신 측량할길 없도다
천사들의 찬송가로 나를 가르치소서
구속하신 그사랑을 항상 찬송합니다
주의 크신 도움받아 이때까지 왔으니
이와 같이 천국에도 이르기를 바라네
하나님의 품을 떠나 죄에 빠진 우리를
예수 구원하시려고 보혈흘려주셨네
주의 귀한 은혜받고 일생 빚진자되네
주의 은혜 사슬되사 나를 주께 매소서
우리 맘은 연약하여 범죄하기 쉬우니
하나님이 받으시고 천국인을 치소서